# Imunoamprentă
Imunoamprenta (din franceza immunoempreinte) sau western blot (termen englez) este o tehnică de laborator bazată pe principiul reacției antigen-anticorp utilizată pentru detectarea specifică a proteinelor (antigenilor). Proteinele solubile (de exemplu cele din serul sangvin sau cele obținute prin liza unui fragment de țesut) sunt mai întâi separate prin electroforeză, transferate prin adsorbție pe un suport (de exemplu o foaie de nitroceluloză) și apoi identificate cu ajutorul unor anticorpilor specifici marcați cu izotopi radioactivi sau cu fluorocromi sau prin chimioluminiscență.

## Vezi și
- Southern blot
- Northern blot
- Imunoprecipitare